# 12 Pułk Artylerii Lekkiej

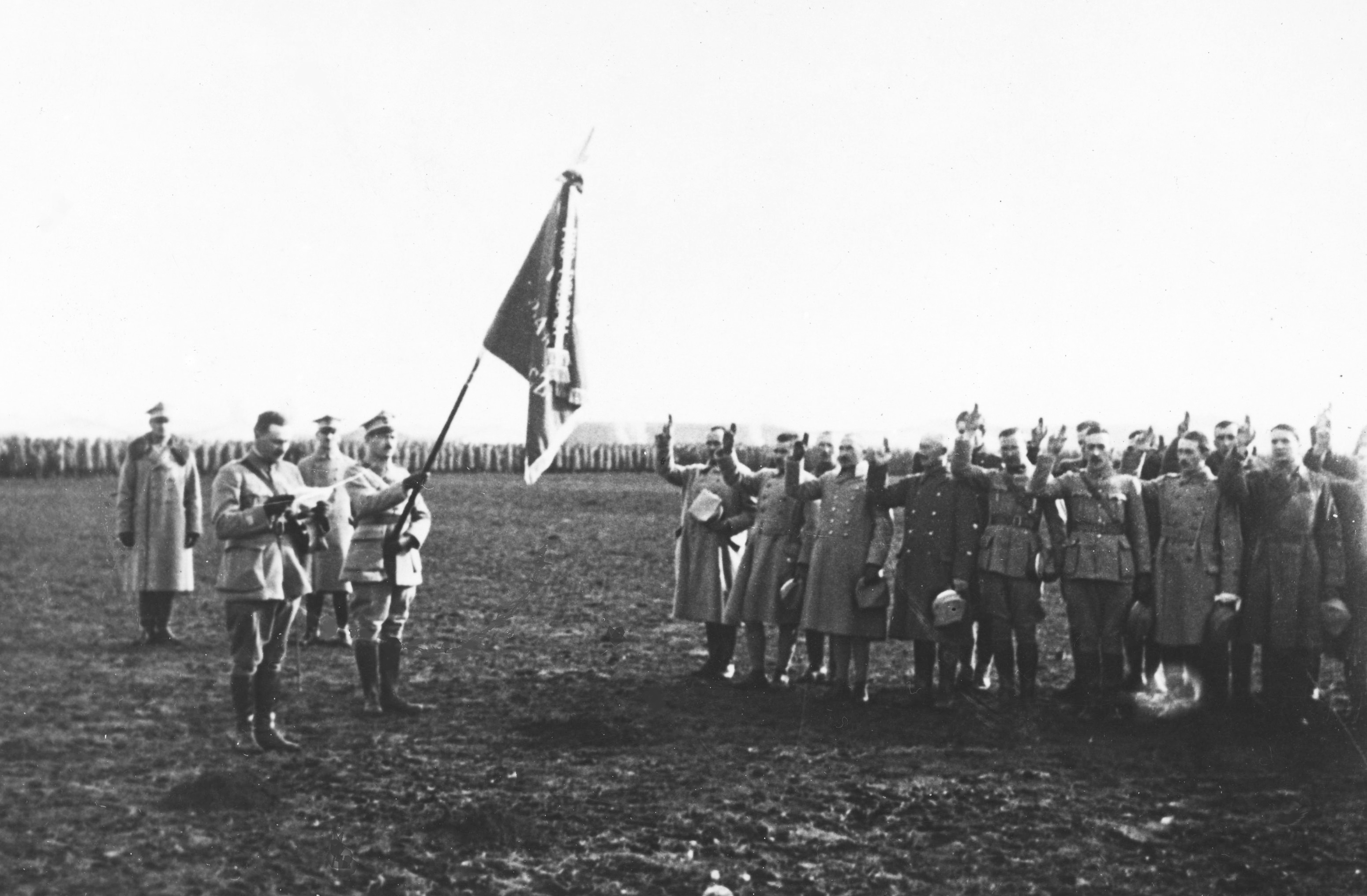
Polski obóz wojskowy w La Mandria di Chivasso – uroczystość zaprzysiężenia 200 oficerów; grudzień 1918

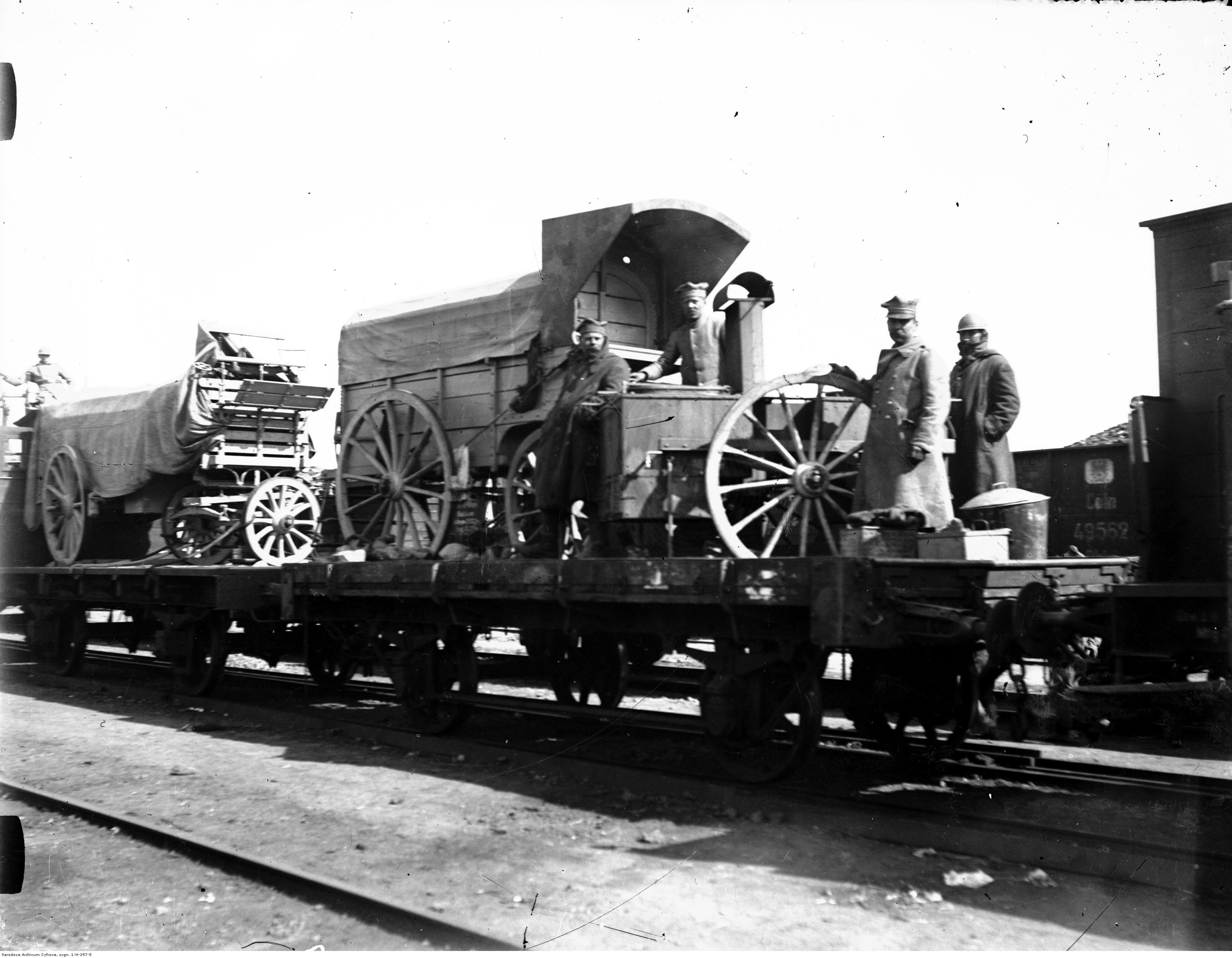
Transport koleją oddziałów armii generała Józefa Hallera z Francji do Polski

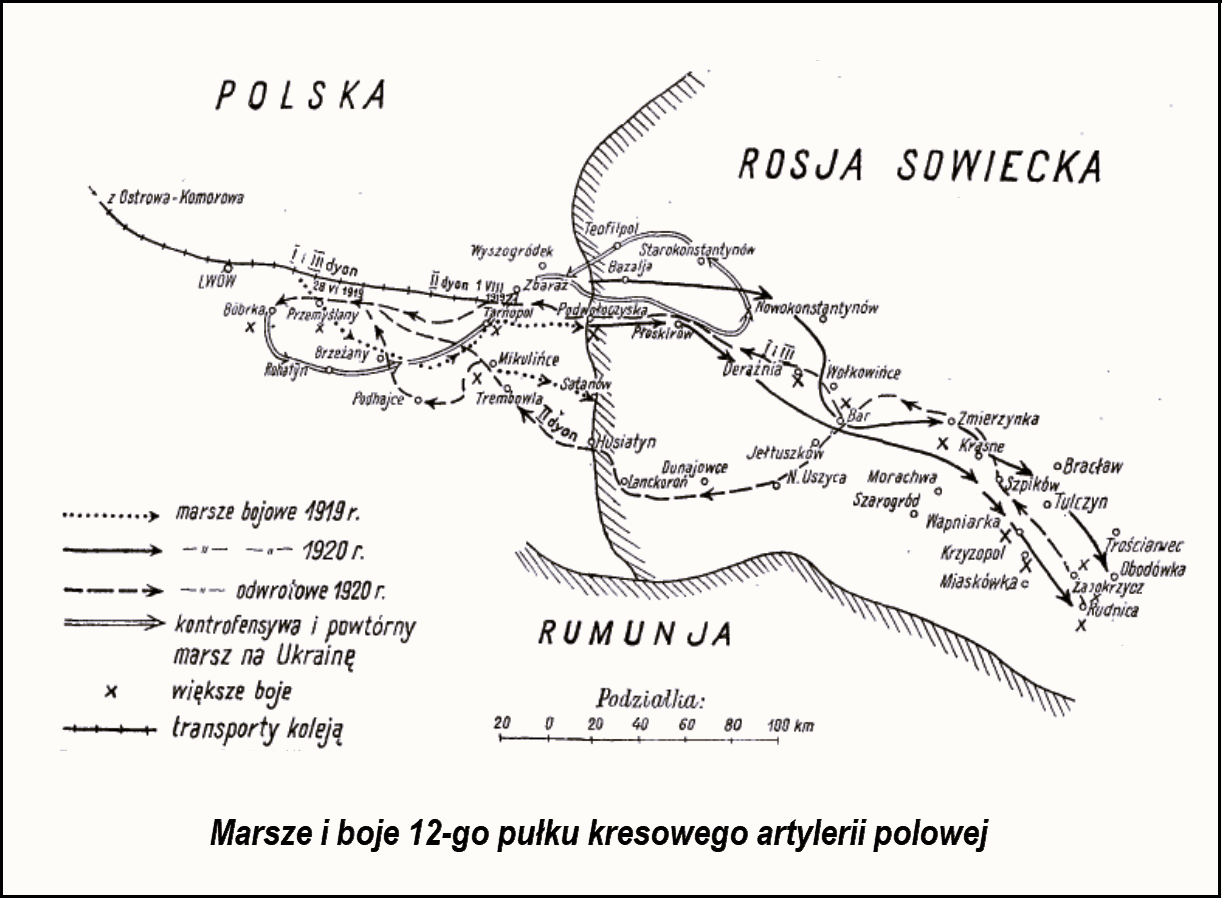
Stanisław Turek, Zarys historii wojennej 12-go pułku kresowego artylerii polowej

12 Kresowy pułk artylerii lekkiej (12 pal) – oddział artylerii lekkiej Armii Polskiej we Francji i Wojska Polskiego w II Rzeczypospolitej.
Pułk rodowód swój wywodzi ze zorganizowanego we Włoszech pułku artylerii polowej im. gen. Józefa Bema. Po przyjeździe do Polski oddział brał udział w wojnie polsko-ukraińskiej i polsko-bolszewickiej. Walczył przede wszystkim na ukraińskim kierunku operacyjnym. Po zakończeniu działań wojennych dowództwo pułku oraz II i III dywizjon stacjonował w garnizonie Złoczów, a I dywizjon w garnizonie Tarnopol. Jednostka podporządkowana była bezpośrednio dowódcy 12 Dywizji Piechoty, a pod względem fachowym również dowódcy 6 Grupy Artylerii. W kampanii wrześniowej walczył w składzie macierzystej 12 Dywizji Piechoty na Kielecczyźnie.

## Formowanie i zmiany organizacyjne
W połowie stycznia 1919 we Włoszech, w obozie w La Mandria di Chivasso, został sformowany 1 pułk artylerii polowej im. gen. Józefa Bema. Dowódcą pułku został kpt. inż. Jan Małecki. Zorganizowano osiem baterii złożonych z Polaków – jeńców c. i k. armii. Pułk nie posiadał żadnego uzbrojenia.
W dniach 14–16 marca jednostka została przetransportowana do Francji i rozmieszczona w rejonie miejscowości Épinal. 24 marca pułk przeszedł do m. Jarménil. Przybyła tu wkrótce z frontu francuska 227 bateria marszowa 257 pap, która przekazała oddziałowi polskiemu swój sprzęt. Tam też pułk przeszedł intensywne szkolenie artyleryjskie. 1 maja został przemianowany na 6 pułk artylerii polowej, a 13 maja wyruszył koleją przez Niemcy do Polski. Pierwszym miejscem postoju oddziału stała się Ostrów Mazowiecka, gdzie po przybyciu kontynuowano szkolenie artyleryjskie.
1 września 1919 pułk zmienił nazwę na 12 Kresowy pułk artylerii polowej i przeszedł na etat armii krajowej. Wtedy też zwolniono starszych wiekiem ochotników. W końcu września do 12 pap wcielono II dywizjon z byłego „błękitnego” 3 pap. Stanowił on IV/12 pap. Jednak już w grudniu pododdział ten został rozwiązany. We wrześniu 1920 pułk dysponował 75 mm armatami francuskimi.

## Pułk w walce o granice
W końcu czerwca 1919 na front przeciwukraiński wyruszył I i III dywizjon 6. pap „błękitnej armii”. Dywizjony wspierały w ofensywie piechotę 6 Dywizji Strzelców Polskich w rejonie Ścianki, Majdanu Gołogórskiego, Kondratowa, Łukowa, Wicynia i w pościgu dotarły do Strypy. W kolejnej polskiej ofensywie dywizjony walczyły w rejonie Łuki Wielkiej i dotarły do Zbrucza. II dywizjon przerzucony został 1 sierpnia w okolice Teofipola, ale w walkach z Ukraińcami nie wziął udziału.
Do końca 1919 pułk stał nad Zbruczem w rejonie Wołoczysk, Tarnorudy i Satanowa i zabezpieczał nową granicę Polski. 1 stycznia 1920 jego poszczególne dywizjony zostały przydzielone do pułków piechoty 12 DP i ruszyły na wschód. I dywizjon wraz z 54 pułkiem Piechoty Strzelców Kresowych dotarł do rejonu Felsztyna, ll dyon z 53 pułkiem piechoty zajął Zarudzie, a III dywizjon został skierowany do Płoskirowa. W lutym i marcu walczono w rejonie Deraźni w składzie 5 Dywizji Piechoty. Dowódca dywizji gen. Władysław Jędrzejewski tak oceniał działania artylerzystów:

Z radością podnoszę pełne poświęcenia i znakomite działanie dowódcy I dywizjonu 12-go pułku artylerji polowej, kpt. Harasymowicza, dowódcy 2-ej baterji, por. Horocha, i dowódcy 4-ej baterji, por. Turka, którzy dzielnością i wytrwałością i celnym ogniem znacznie przyczynili się do odparcia ataków. Sprawność artylerji 12-go pułku, a zwłaszcza obsługi baterji 4-ej zasługuje na szczególne wyróżnienie.

25 kwietnia 1920 pułk wyruszył na wyprawę kijowską. Baterie 5. i 9. walczyły pod Barem, 4. bateria pod Chodakami, Poszywką, Mytkami, Kijanówką, Malczowicami oraz Tarasówką, a 6. bateria pod Aleksiejowicami. 2 maja wznowiono działania ofensywne, a 12 pap walczył o Ujarzyńce, Hutę Kraśniańską, Rachny Lasowe, Wapniarkę, Tulczyn i Bracław. Po spektakularnym sukcesie i zajęciu Kijowa oddziały polskie przeszły do obrony. I dyon toczył walki w rejonie Krzyżopola, Popieluch, stacji kolejowej Rudnica, Cybulówki i Obodówki, ostatecznie stając w okolicach Trościańca i Czobotarki. II dyon walczył w rejonie Obodówki, Sawina, Goraczówki, Żabokrzycz i Cybulówki.
W związku z przełamaniem frontu polskiego przez kawalerię Siemiona Budionnego, 13 czerwca 12 pap poszczególnymi dywizjonami rozpoczął odwrót na Zmierzynkę. Maszerujący z 52 pp I dywizjon walczył pod Iwankowcem, Wołkowińcami oraz Stepankami i na początku lipca osiągnął Zbrucz. II dywizjon osłaniał ogniem 53 pułk piechoty. Walczył pod Krasnem, Stodułami i Stepankami. III dywizjon wspierał z 51 pp pod Żołobem, na linii rzeki Muraffa, pod Słobodą Matejkowską, a także w rejonie Nowokonstantynowa. Od 10 do 24 lipca cały pułk uczestniczył w walkach nad Zbruczem, osłaniając kierunek lwowski. 5. i 6 bateria walczyła na przedmościu Husiatyna, 1. i 2. w rejonie Orzechowa i Tamorudzia, 4. pod Satanowem, 3. i 8. w rejonie Wołoczysk, a 7. i 9. koło Koszlak. 24 lipca Sowieci przerwali polską obronę na Zbruczu. W tej sytuacji 12 pap wycofał się za Seret. Podczas odwrotu 5. i 6. bateria stoczyły zaciętą walkę w rejonie Czabarówki i Wasylkowiec. Do połowy sierpnia 12 pap walczył między Seretem a Strypą. W tym czasie 9 bateria dwukrotnie uniemożliwiała forsowanie Seretu pod Nastasowem.
20 sierpnia 12 Dywizja Piechoty skoncentrowała się w rejonie Przemyślan. Do 10 września walczono nad Gniłą i Złotą Lipą w rejonie Przemyślan oraz Gołogór. 14 września z rejonu Rohatyna dywizja przeszła do natarcia. Baterie strzelały pod Rohatynem, Jezierną, Zbarażem, Tarnopolem i Trembowlą. 24 września przekroczono Zbrucz. Do 18 października pod Płoskirowem zajęto pozycje na linii Nowa Uszyca – Wońkowce – Deraźnia. Na tych stanowiskach 12 pap pozostał do 8 listopada, po czym wycofał się do rejonu Starokonstantynowa. Tu pułk zakończył działania wojenne.
| Obsada personalna pułku w czasie działań bojowych | Obsada personalna pułku w czasie działań bojowych |
| Stanowisko                                        | Stopień, imię i nazwisko                          |
| ------------------------------------------------- | ------------------------------------------------- |
| Dowódca pułku                                     | pułkownik Guillon                                 |
| Dowódca pułku                                     | płk Wiktor Cieśliński (do 9 lub 16 VIII)          |
| Dowódca pułku                                     | mjr Otto Axmann                                   |
| Dowódca pułku                                     | ppłk Konstanty Adamowski (X)                      |
| Adiutant                                          | ppor. Franciszek Wróbel                           |
| Oficer gazowy                                     | ppor. Jarosław Żeleński                           |
| Oficer broni                                      | ppor. Witold Broniewski                           |
| Oficer łączności                                  | ppor. Jan Biarski                                 |
| Lekarz                                            | por. lek. dr Marian Kowalewski                    |
| Lekarz weterynarii                                | rtm. lek. wet Wojciech Mercik                     |
| Lekarz weterynarii                                | rtm. lek. wet. Izrael Fuchs                       |
| Kapelan                                           | ks. Konstanty Kirnaszyński (od 30 VII)            |
| Dowódca I dywizjonu                               | major francuski Marre                             |
| Dowódca I dywizjonu                               | ppłk Roman Maciejewicz-Matyjewicz                 |
| Dowódca I dywizjonu                               | kpt./mjr Feliks Harasimowicz (od VII?)            |
| Adiutant                                          | ppor. Bronisław Dobrzański (ranny 27 V)           |
| Adiutant                                          | por. Edward Dziedzicki (od 1 V)                   |
| Oficer prowiantowy                                | por. Janusz Obst                                  |
| Oficer kasowy                                     | ppor. Karol Krótki                                |
| Lekarz                                            | por. san. Tadeusz Serafiński                      |
| Lekarz wet.                                       | por. lek. wet. Antoni Majer                       |
| Lekarz wet.                                       | ppor. lek. wet. Józef Mariowski (od 21 VII)       |
| Lekarz wet.                                       | rtm. lek. wet. Izrael Fuchs                       |
| Dowódca 1 baterii                                 | kapitan francuski Simone                          |
| Dowódca 1 baterii                                 | por. Bronisław Berwid (do 25 IV)                  |
| Dowódca 1 baterii                                 | ppor. Jan Majewski                                |
| Oficer baterii                                    | ppor. Tadeusz Holder                              |
| Oficer baterii                                    | ppor. Leon Stenzel                                |
| Oficer baterii                                    | pchor. Hipolit Piwocki (od 14 VII)                |
| Oficer baterii                                    | pchor. Adam Pokorny (od 14 VII)                   |
| Dowódca 2 baterii                                 | por. Seweryn Horoch                               |
| Dowódca 2 baterii                                 | ppor. Bronisław Dobrzański (do 27 V)              |
| Oficer baterii                                    | por. Jan Weyde (od 12 VII)                        |
| Oficer baterii                                    | ppor. Stanisław Epler                             |
| Dowódca 3 baterii                                 | por. Jerzy Kołodkiewicz (do 6 V)                  |
| Dowódca 3 baterii                                 | por. Paweł Mrowieć                                |
| Dowódca 3 baterii                                 | por. Ludwik Sawicki (od 9 VII)                    |
| Oficer baterii                                    | por. Maciej Ordęga                                |
| Oficer baterii                                    | ppor. Jarosław Żeleński                           |
| Oficer baterii                                    | ppor. Stanisław Neusser                           |
| Oficer dyonu                                      | ppor. Andrzej Szramm                              |
| Oficer dyonu                                      | pchor. Adam Bunsz (od 30 VII)                     |
| Dowódca II dywizjonu                              | major francuski Marchand                          |
| Dowódca II dywizjonu                              | mjr Józef Rojek                                   |
| Adiutant                                          | ppor. Franciszek Budzyna                          |
| Adiutant                                          | por. Tadeusz Lipowski (od 23 VII)                 |
| Adiutant                                          | ppor. Stanisław Neusser                           |
| Lekarz                                            | ppor. podlek. Włodzimierz Dębczynski              |
| Lekarz                                            | ppor. san. Roman Szwejda                          |
| Lekarz weterynarii                                | por. lek. wet. Antoni Majer                       |
| Lekarz weterynarii                                | ppor. podlek. wet. Jan Czubernat                  |
| Dowódca 4 baterii                                 | por./kpt. Stanisław Turek                         |
| Oficer baterii                                    | por. Włodzimierz Korolin (od 17 VII)              |
| Oficer baterii                                    | ppor. Piotr Kulesza (od 15 VI)                    |
| Dowódca 5 baterii                                 | por. Roman Kostorkiewicz (VIII?)                  |
| Dowódca 5 baterii                                 | por. Jerzy Nowakowski                             |
| Oficer baterii                                    | ppor. Stanisław Janicki                           |
| Oficer baterii                                    | ppor. Marian Staffa (od 6 VI)                     |
| Oficer baterii                                    | pchor. Jan Rojek                                  |
| Dowódca 6 baterii                                 | por. Vivien                                       |
| Dowódca 6 baterii                                 | por./mjr Lucjan Szulc                             |
| Oficer baterii                                    | por. Karol Berdarich                              |
| Oficer baterii                                    | ppor. Jarosław Stachowski                         |
| Oficer baterii                                    | pchor. Tadeusz Knaus (od 14 VII)                  |
| Oficer dyonu                                      | ppor. Zygmunt Składzień                           |
| Dowódca III dywizjonu                             | major francuski Hilleret                          |
| Dowódca III dywizjonu                             | kapitan francuski Lesur                           |
| Dowódca III dywizjonu                             | kpt. Wilhelm Todt (do 24 VI)                      |
| Dowódca III dywizjonu                             | mjr Otto Axmann                                   |
| Dowódca III dywizjonu                             | por. Tytus Mysłakowski (IV)                       |
| Dowódca III dywizjonu                             | mjr Otto Axmann                                   |
| Dowódca III dywizjonu                             | por./mjr Roman Kostórkiewicz (VIII-X)             |
| Adiutant                                          | ppor. Stanisław Matejowski                        |
| Adiutant                                          | ppor. Marian Sochański                            |
| Oficer prowiantowy                                | por. Karol Lazarewicz (V)                         |
| Oficer prowiantowy                                | ppor. Alfred Brandstaetter                        |
| Lekarz                                            | por. lek. dr Marian Kowalewski                    |
| Lekarz                                            | pchor. san. Adam Pietrasiewicz                    |
| Lekarz wet.                                       | rtm. lek. wet. Wojciech Mercik                    |
| Lekarz wet.                                       | ppor. podlek. wet. Jan Czubernat                  |
| Lekarz wet.                                       | ppor. wet. Aleksander Szczęścikiewicz?            |
| Dowódca 7 baterii                                 | porucznik francuski Muisseaux                     |
| Dowódca 7 baterii                                 | por. Tytus Mysłakowski (do 30 VI)                 |
| Dowódca 7 baterii                                 | ppor. Kazimierz Miąsik                            |
| Oficer baterii                                    | ppor. Józef Bosek (od 23 VII)                     |
| Oficer baterii                                    | ppor. Zdzisław Duczyński (do 26 VI)               |
| Oficer baterii                                    | pchor. Kazimierz Stephan (od 30 VII)              |
| Dowódca 8 baterii                                 | lept. francuski Chenui,                           |
| Dowódca 8 baterii                                 | por. Karol Lazarewicz (IV)                        |
| Dowódca 8 baterii                                 | ppor. Artur Abstorski                             |
| Oficer baterii                                    | por. Jerzy Nowakowski                             |
| Oficer baterii                                    | ppor. Franciszek Kraczkiewicz (do 23 VII)         |
| Oficer baterii                                    | pchor. Kazimierz Wójcikowski (od 14 VII)          |
| Dowódca 9 baterii                                 | por. Adam Sawczyński                              |
| Oficer baterii                                    | ppor. Henryk Wojtowicz (od 15 VI)                 |
| Oficer baterii                                    | pchor. Geza Szalay (od 14 VII)                    |
| Dowódca IV dywizjonu                              | kpt. Zdzisław Latawiec                            |
| Oficer pułku                                      | por. Borys Brzeski                                |
| Oficer pułku                                      | por. Gustaw Szczerbakow                           |
| Oficer pułku                                      | ppor. Marian Fromm                                |
| Oficer pułku                                      | ppor. Jan Krajewski                               |
| Oficer pułku                                      | ppor. Wiaczesław Mysłowski                        |
| Oficer pułku                                      | ppor. Zygmunt Skaldon                             |
| Oficer pułku                                      | ppor. Jan Tenczyński                              |
| Lekarz (przydział nieustalony)                    | ppor. podlek. Jerzy Zabrański                     |

### Mapy walk pułku

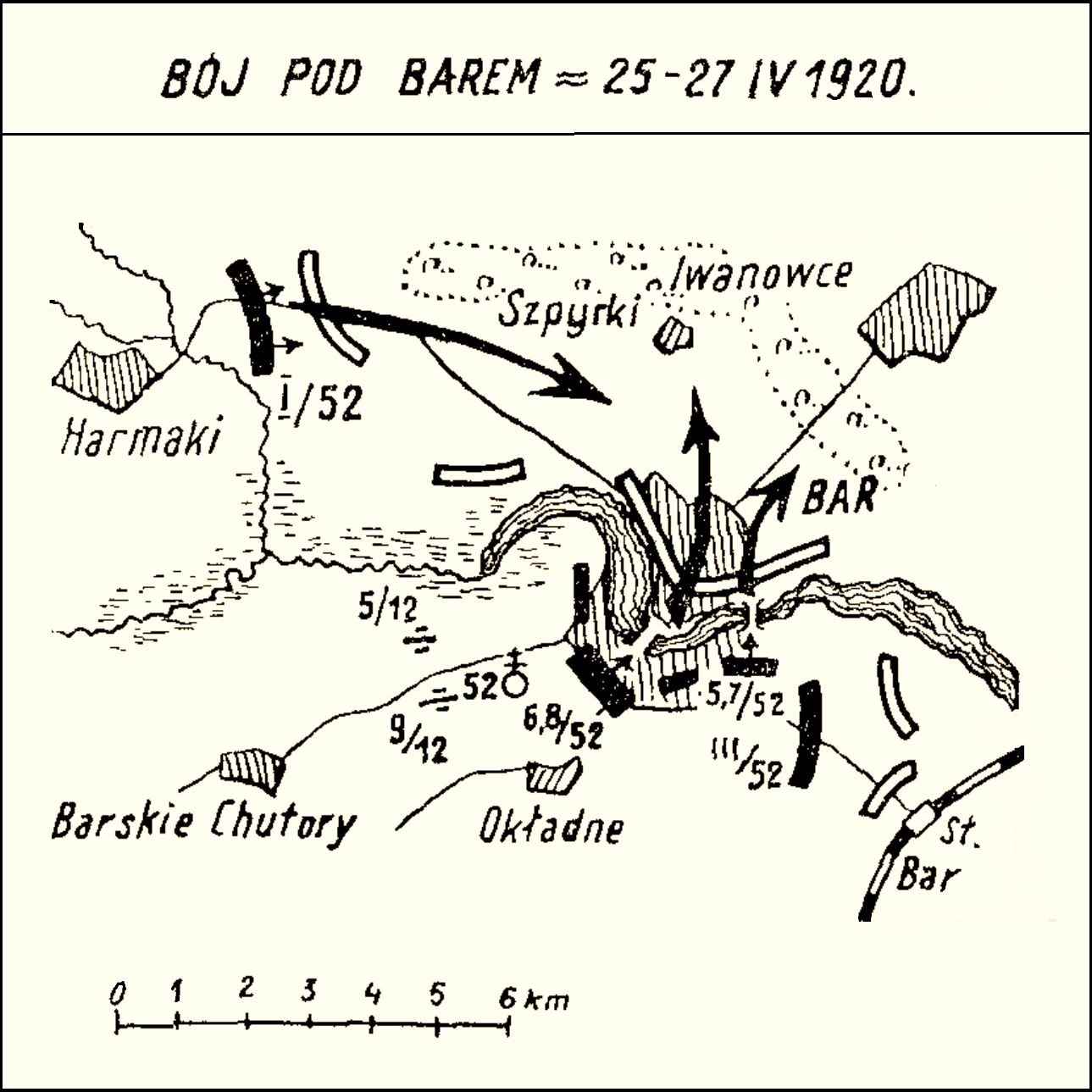
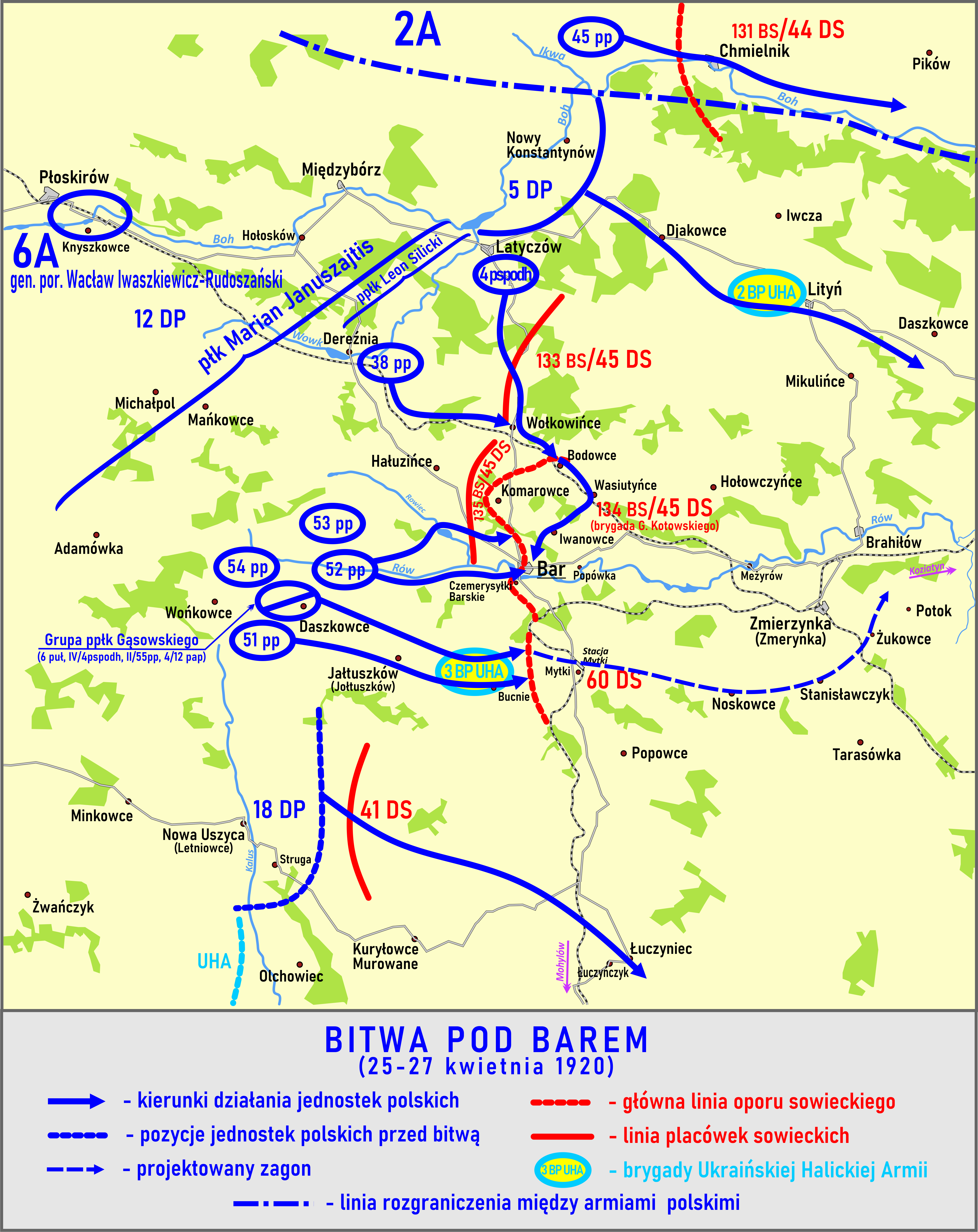
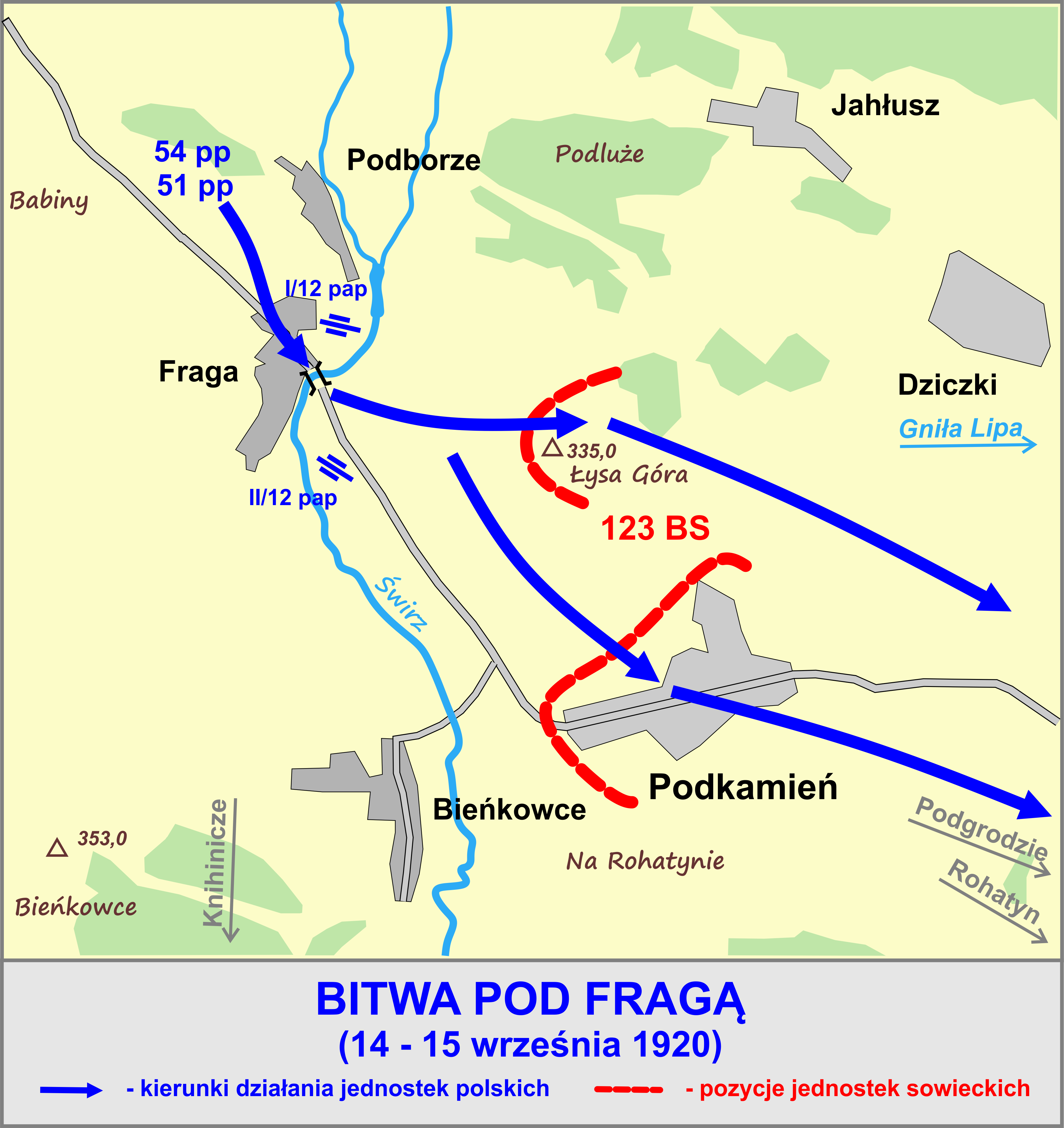

### Bilans walk
Podczas walk w latach 1919–1920 pułk stracił 60 żołnierzy zabitych oraz zmarłych z ran i chorób. Za wysiłek bojowy 24 żołnierzy pułku otrzymało Krzyże Srebrne Orderu Wojskowego Virtuti Militari V klasy. Krzyżem Walecznych odznaczono 87 żołnierzy, w tym jednego 4-krotnie, trzech 3-krotnie, siedmiu 2-krotnie.
| Żołnierze pułku odznaczeni Krzyżem Srebrnym Orderu Wojskowego Virtuti Militari | Żołnierze pułku odznaczeni Krzyżem Srebrnym Orderu Wojskowego Virtuti Militari | Żołnierze pułku odznaczeni Krzyżem Srebrnym Orderu Wojskowego Virtuti Militari |
| ------------------------------------------------------------------------------ | ------------------------------------------------------------------------------ | ------------------------------------------------------------------------------ |
| ppor. Artur Abstorski                                                          | ogn. Adam Doliński                                                             | plut. Stanisław Flitta                                                         |
| ogn. sztab. Marian Stanisław From                                              | kpr. Franciszek Gajewski                                                       | mjr Feliks Harasymowicz                                                        |
| por. Seweryn Horoch                                                            | por. Roman Kostorkiewicz                                                       | plut. Karol Kwieciński                                                         |
| kpr. Jan Kułacz                                                                | bomb. Piotr Kostuch                                                            | bomb. Karol Muszyński                                                          |
| plut. Ludwik Purchla                                                           | kpr. Ludwik Pachel                                                             | kpt. Adam Tymoteusz Sawczyński                                                 |
| ogn. sztab. Jan Sabuda                                                         | ogn. Józef Serbiński                                                           | ogn. Kasper Szal                                                               |
| kpt. Stanisław Jan Turek                                                       | bomb. Jan Tur                                                                  | bomb. Wacław Trąbka                                                            |
| ogn. sztab. Rudolf Złotek                                                      | kpr. Idzi Zieliński                                                            | kpr. Józef Żołądek nr 726                                                      |

Ponadto 31 oficerów i 56 szeregowych zostało odznaczonych Krzyżem Walecznych.

### Demobilizacja
W listopadzie pułk powrócił do Małopolski Wschodniej. I dywizjon mjr. Szulca, przeszedł na kwatery do rejonu Myszkowice – Ostrów – Bucniów i pozostawał tam do później wiosny 1921. 10 czerwca dywizjon załadowany został na eszelony i odjechał koleją do Złoczowa (?) (Tarnopola).
III dywizjon okres zimowy i wiosenny 1921 spędził w Kołodziejówce, 10 lipca przeszedł do rejonu Gaje Wielkie, a stąd na początku grudnia przybył do Złoczowa.
II dywizjon mjr. Rojka zajął kwatery we wsiach Ładyczyn i Łuczka. 26 października przeszedł do Tarnopola, skąd transportem kolejowym został przewieziony do Stanisławowa. Tam wszedł w skład nowo formującego się 11 pułku artylerii polowej jako jego II dywizjon. W tym samym czasie przeprowadzono demobilizację oficerów, szeregowych, koni i materiału wojennego. Pułk przeszedł jednocześnie na etat pokojowy i w dywizjonach zlikwidowane zostały trzecie baterie.

## Pułk w okresie pokoju

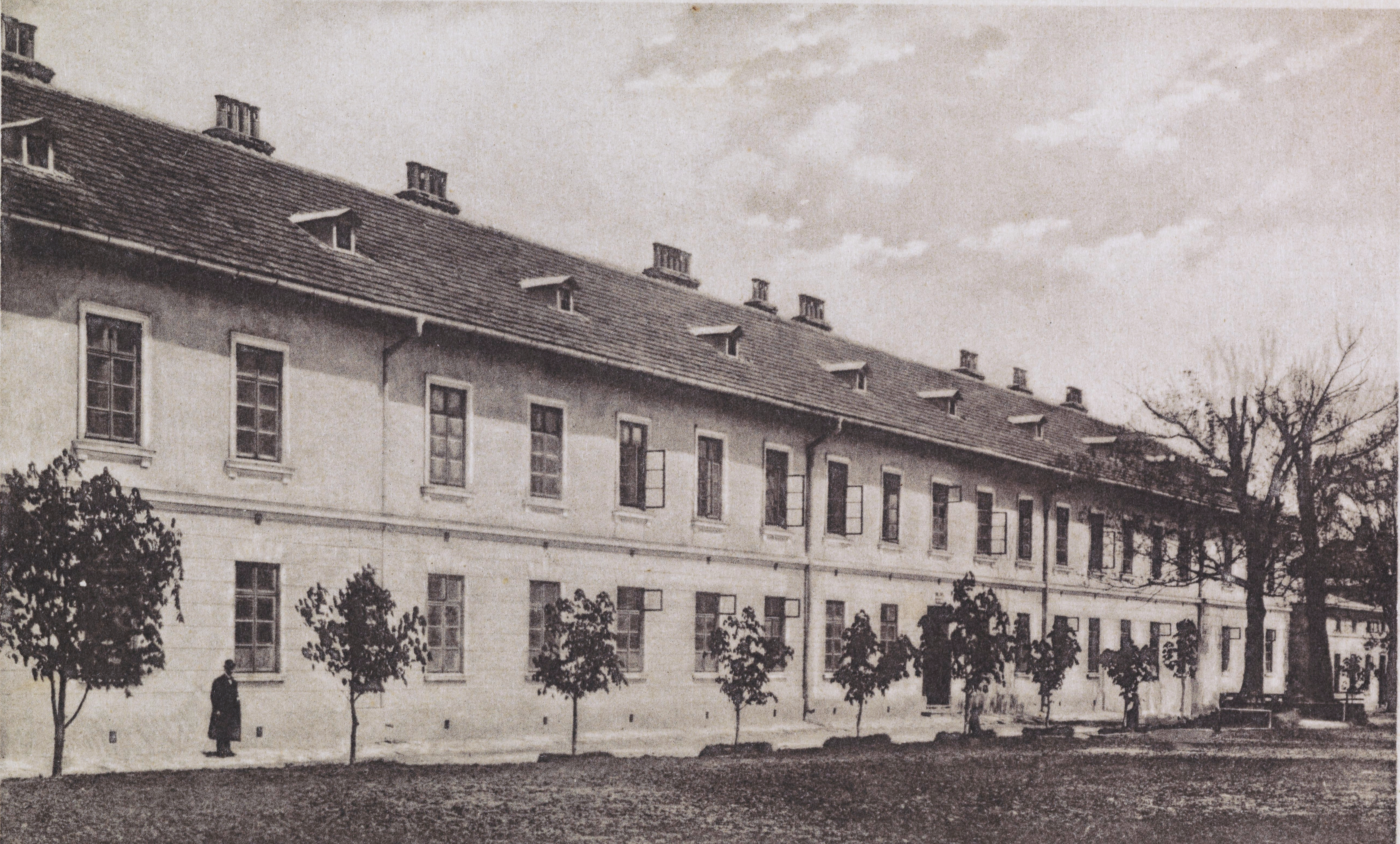
Koszary 12 pal w Złoczowie

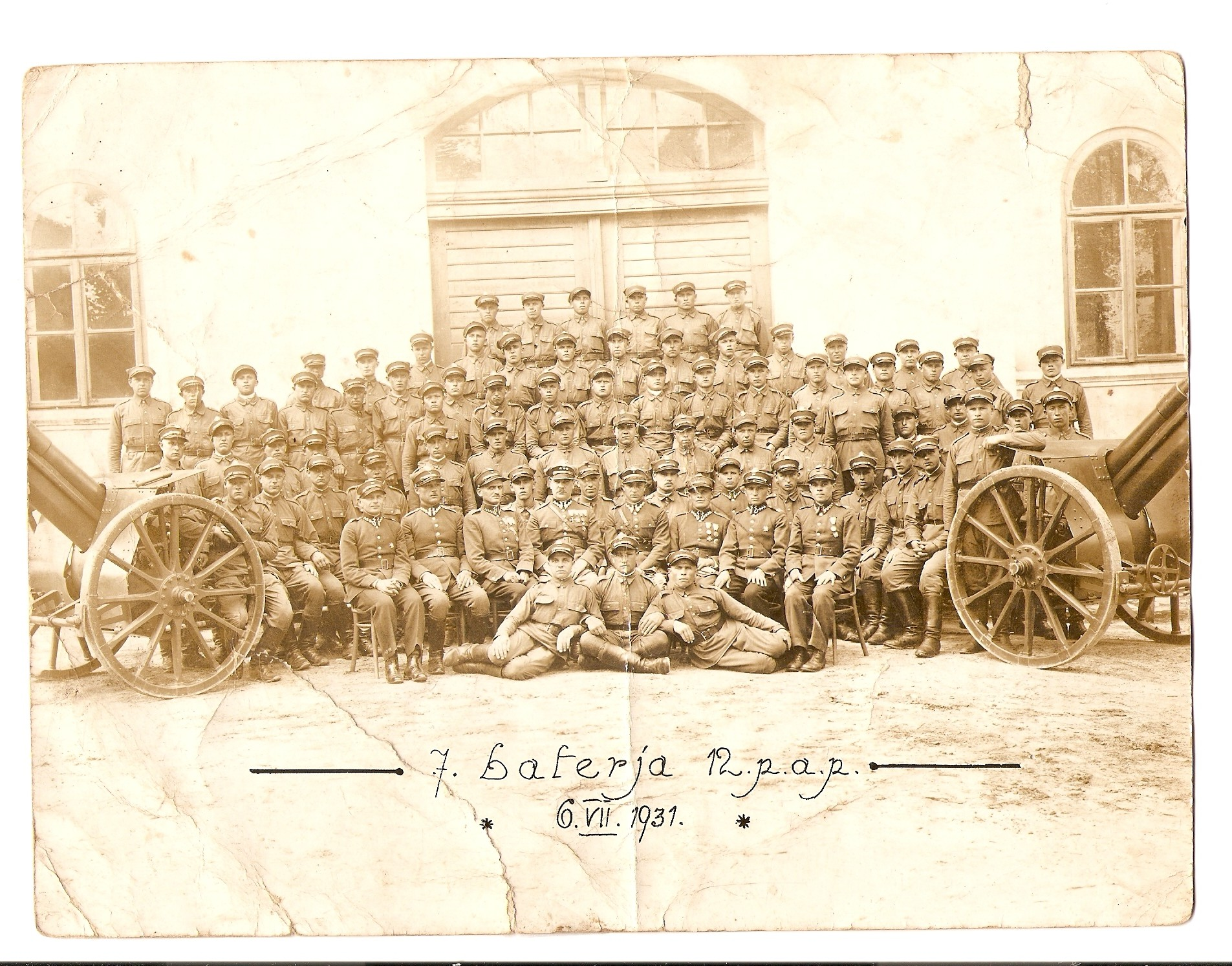
7/12 pap w dniu 6 lipca 1931. W środku – kpt. Marian Sochański

### Zakwaterowanie
W końcu 1921 pododdziały pułkowe i III dywizjon stacjonowały w Złoczowie, a I dywizjon w Tarnopolu. W tym też czasie w Złoczowie odtworzono dwubateryjny „nowy” II dywizjon. Jednocześnie w skład 12 pap weszła, utworzona w sierpniu 1919 we Lwowie, bateria zapasowa.
Inspekcja przeprowadzona w Złoczowie 18 listopada 1926 przez gen. Mieczysława Norwid-Neugebauera wykazała szczupłość pomieszczeń koszarowych i brak świetlicy żołnierskiej przy zbyt dużych, jak na potrzeby pułku, stajniach. Stan budynków określono jako fatalny, przegniłe stropy podpierane były belkami, z braku umywalek żołnierze nawet w zimie myli się pod „gołym niebem”, a na ścianach budynków mieszkalnych i magazynów była pleśń. Działownia miała podłogę wysypaną pyłem węglowym, a prochownia nie odpowiadała ówczesnym warunkom przechowywania amunicji. Stare pompy często psuły się, co powodowało przerwy w dostawach wody. W doskonałym stanie znajdowała się jedynie świeżo odnowiona ujeżdżalnia. Dużym utrudnieniem był brak odpowiedniego pomieszczenia na kasyno oficerskie, brak pułkowego magazynu broni i magazynów pododdziałów oraz całkowity brak mieszkań dla kadry. Przeprowadzone w następnych latach inspekcje wykazały poprawę sytuacji. Zbudowano nowe magazyny mobilizacyjne i działownię, rozpoczęto remont budynku kwatermistrzowskiego. W marcu 1931 koszary złoczowskie zostały zelektryfikowane.

### Szkolenie
Intensywne szkolenie rozpoczęło się z chwilą zakończenia działań bojowych. Szeregowi szkoleni byli w przedmiotach ogólnowojskowych oraz artyleryjskich, a kadra pułku uczestniczyła w specjalnych wykładach i zajęciach praktycznych, mających na celu pogłębienie ich wiedzy fachowej. W 1922 uruchomiono w Złoczowie pułkową szkołą podoficerską. Jej sala wykładowa zaopatrzona była we wszystkie potrzebne urządzenia, modele oraz wzory ułatwiające naukę. Nauka trwała pół roku i kończyła się egzaminem, po którym elewi byli awansowani na stopień bombardiera.
Uruchomione zostały też kursy telefonistów i radiotelegrafistów. Nauka na kursach trwała przez cały rok. Wyznaczeni kanonierzy przyswajali sobie wiadomości z dziedziny elektrotechniki, radiotechniki, telefonii oraz budowy linii telefonicznych. Sala wykładowa łączności zaopatrzona była w miniaturowe modele wszystkich środków łączności, jakimi dysponował pułk.
W grudniu 1929 inspekcji w I dywizjonie dokonał gen. dyw. Juliusz Rómmel i ocenił, że dyon stoi na wysokim poziomie i robi bardzo dobre wrażenie. Także inspekcje z 1930 i 1933 wypadły dla pułku korzystnie. Wyniki wyszkolenia pułk potwierdzał także podczas szkoły ognia, zazwyczaj realizowanej w Obozie Ćwiczebnym „Czeremoszno”. W 1934 podczas strzelań do celów ruchomych, 5. i 8 bateria uzyskały najlepsze wyniki spośród wszystkich pododdziałów artylerii. W połowie lat 30. dał się zauważyć spadek poziomu wyszkolenia. Inspekcja w 1937 wykazała słabe wyszkolenie podoficerów z taktyki artylerii, zaledwie dostateczne wyszkolenie bojowe w natarciu, obronie, rozpoznaniu, obronie przeciwpancernej i przeciwlotniczej. Współdziałanie z innymi broniami uznano za niedostateczne.

### Oświata, kultura i rozrywka
W pułku przywiązywano dużą wagę do pracy kulturalno-oświatowej. Sporo wysiłku wkładano w przymusowe nauczanie szeregowych w zakresie czytania i pisania. Do połowy lat trzydziestych około 25% rekrutów było analfabetami lub półanalfabetami. Kursy kończył egzamin, a świadectwa ukończenia otrzymywało około 80% rozpoczynających naukę. W drugiej połowie lat trzydziestych liczba analfabetów spadała.
Wobec braku kasyna, życie towarzyskie korpusu oficerskiego ograniczało się głównie do wizyt w mieszkaniach prywatnych. Szczególnie dużym powodzeniem cieszył się coroczny bal pułkowy, który organizowano zawsze w końcu karnawału. Ponadto kadra pułku była zapraszana na zabawy urządzane w kasynie 52 pułku piechoty Strzelców Kresowych przez Koło Pań w Złoczowie czy też organizowane w kawiarni „Deutsche” przez LOPP. Ważną coroczną imprezą była zabawa taneczna: „Szlachta się bawi”, którą urządzał w listopadzie przez Związek Szlachty Zagrodowej.
W 1925 powstało kółko dramatyczne. Dawało ono przedstawienia dla całej jednostki kilka razy w roku. Przynajmniej raz w roku występował w Złoczowie Warszawski Teatr Objazdowy, który posiadał w swoim repertuarze specjalne przedstawienia dla wojska. W 1936 do Złoczowa przyjechał pociąg - wystawa zorganizowana przez Centralne Towarzystwo Popierania Wytwórczości Krajowej. Ekspozycję tę odwiedzili wszyscy szeregowi 12 pal. Rok później do Złoczowa przyjechał ze specjalnym przedstawieniem dla wojska Cyrk Braci Staniewskich.

### Sport

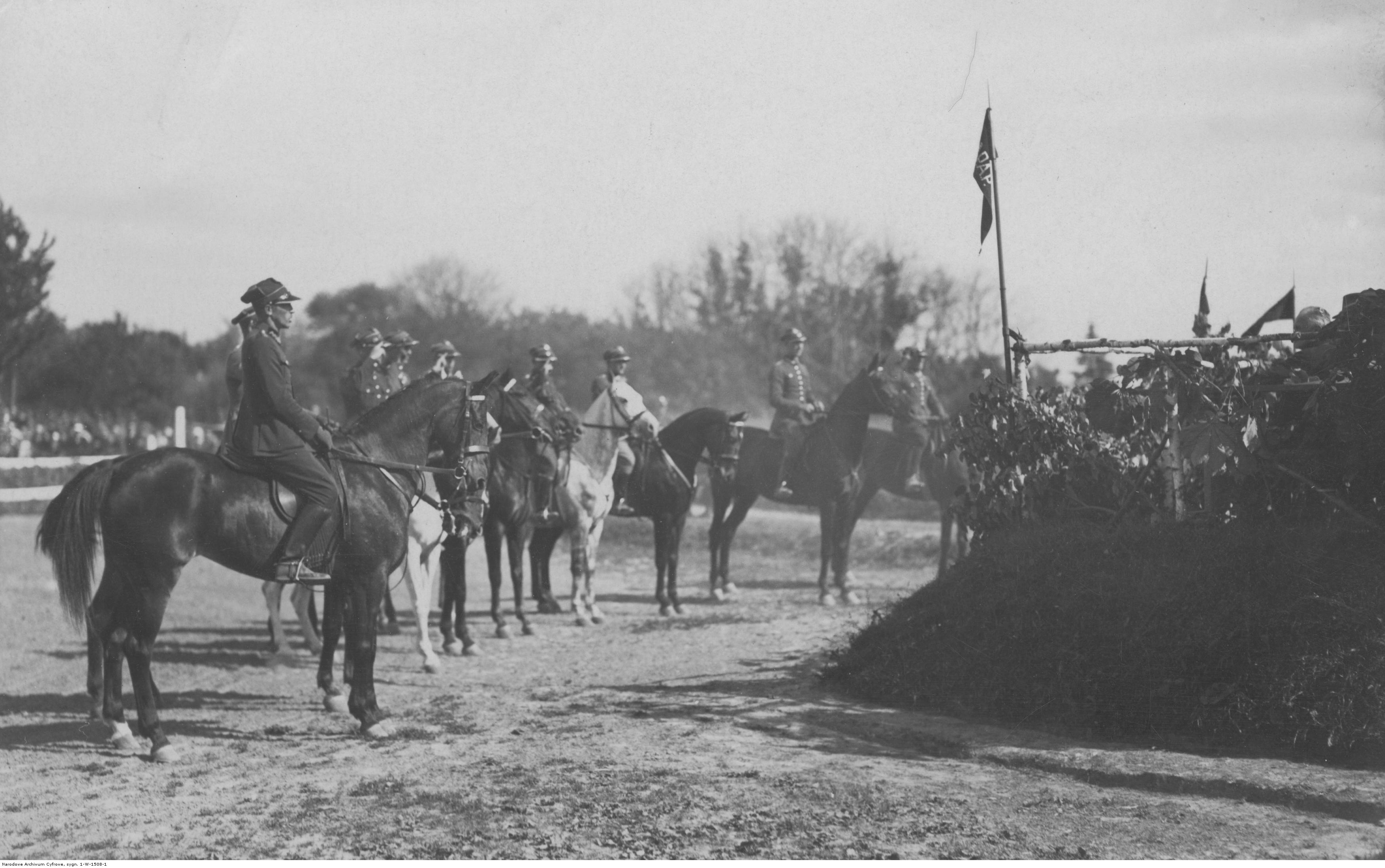
Zawody hippiczne w 12 pal w Złoczowie – uczestnicy biegu myśliwskiego meldują się pod trybuną sędziów.

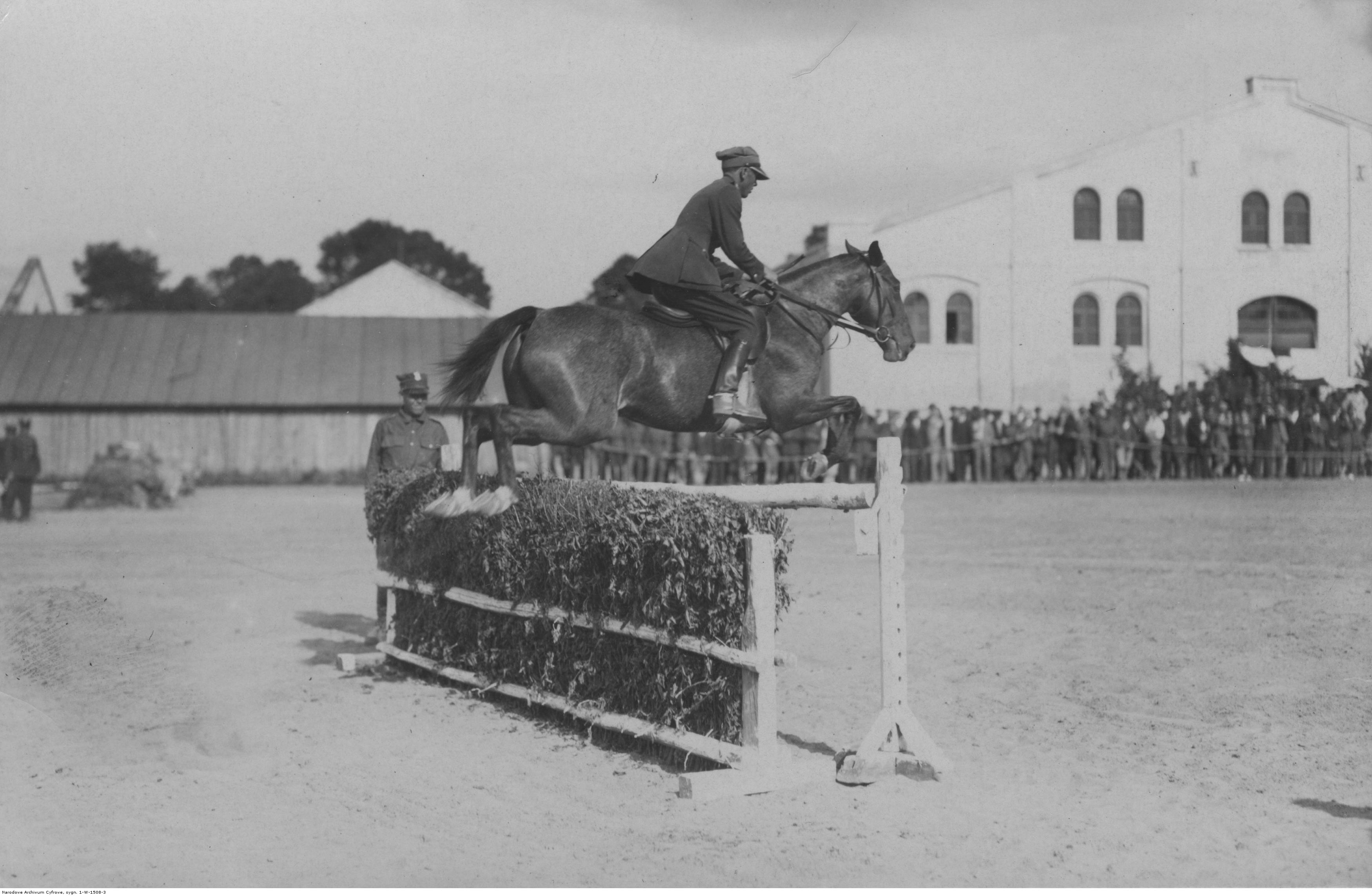
Zawody hippiczne w 12 pal w Złoczowie – por. Aleksander Jadas na koniu „Łabety” pokonuje przeszkodę.

Dużą rolę odgrywał w pułku sport. Kadra uczestniczyła w zajęciach WCKS „Janina” w Złoczowie. Szczególnie dynamicznie rozwijała się sekcja konna. Na zawodach zorganizowanych przez Szefostwo Artylerii OK VI, w 1928 zawodnicy 12 pap zdobyli 4 nagrody główne, a podczas zawodów zorganizowanych w lipcu 1933 przez 6 Grupę Artylerii w konkursie oficerskim zdobyto trzy pierwsze miejsca, a w biegu myśliwskim zdobyto drugie miejsce. Najwięcej nagród zdobywał por. Aleksander Jadas. W pułkowych biegach myśliwskich organizowanych 3 listopada musieli uczestniczyć wszyscy oficerowie do kapitana włącznie. Zwycięzca biegu otrzymywał „złoty pierścień” i „lisi ogon” ze wstążkami o barwach artyleryjskich Prężnie działały też sekcje: narciarska, łyżwiarska, szermiercza i tenisowa.

### Święta w pułku
Szczególnie ważnym dniem w życiu pułku był dzień święta pułkowego. 19 maja 1927 minister spraw wojskowych marszałek Polski Józef Piłsudski ustalił i zatwierdził dzień 20 lipca jako datę święta pułkowego. Pułk obchodził swoje święto w rocznicę krwawych walk z bolszewikami w obronie przedmościa Podwołoczyska i linii rzeki Zbrucz w roku 1920.
Szczególnie uroczyście obchodzono w dniach 17–18 maja 1929 roku 10 rocznicę powstania pułku. Z tej okazji wydana została okolicznościowa jednodniówka, którą opracował por. Władysław Pobóg-Malinowski.

### Organizacja i uzbrojenie
W 1921 w skład pułku wchodziło jego dowództwo, trzy dwubateryjne dywizjony i kadra baterii zapasowej. Już jednak 3 lata później w I dywizjonie odtworzono 3 baterię. Dywizjon, jako „alarmowy”, przeznaczony był do szybkiej interwencji na granicy wschodniej. W tej strukturze pułk funkcjonował do połowy lat trzydziestych. Po podpisaniu traktatu polsko-sowieckiego o nieagresji uznano, iż utrzymywanie dywizjonów alarmowych jest zbędne i zlikwidowano 3 baterię.
31 grudnia 1931 minister spraw wojskowych marszałek Polski Józef Piłsudski przemianował 12 pułk artylerii polowej na 12 pułk artylerii lekkiej.

Do połowy lat dwudziestych ujednolicono w pułku sprzęt artyleryjski. Pułk otrzymał francuskie 75 mm armaty wz. 1897 oraz w austriackie haubice kal. 100 mm wz. 14. W latach trzydziestych haubice austriackie zostały wymienione na polskie wz. 14/19P.

## 12 pal w kampanii wrześniowej

### Mobilizacja
12 Kresowy pułk artylerii lekkiej zmobilizował swoje pododdziały w ramach mobilizacji alarmowej w grupie „zielonej” w czasie od Z+24 do Z+54. Dodatkowo mobilizował w tej samej grupie mobilizacji alarmowej
- pluton parkowy uzbrojenia nr 603,
- kolumna taborowa nr 620,
- warsztat taborowy nr 617.

W ramach I rzutu mobilizacji powszechnej sformowano baterię marszową 12 pal.
Pułk rozpoczął mobilizację o godz. 20.00 27 sierpnia 1939. Mobilizacja przebiegała bez zakłóceń; braki wystąpiły w uzbrojeniu w broń krótką – pistolety zastąpiono kbk. Gotowość do transportu pułk osiągnął 30 sierpnia prowadząc zgrywanie pododdziałów i zaprzęgów konnych na terenie koszar w Złoczowie i Tarnopolu i ich najbliższych okolic.

### Działania bojowe

#### Walki w rejonie Radomia i Kielc
12 Kresowy pułk artylerii lekkiej był jednostką organiczną 12 Dywizji Piechoty, która była przydzielona do Południowego Zgrupowania Armii Odwodowej „Prusy”. Wieczorem 1 września rozpoczęto ładowanie pododdziałów pułku na transporty kolejowe; jako pierwszy wyruszył I dywizjon z Tarnopola w nocy 1/2 września poprzez Lwów, Przemyśl i Rozwadów, gdzie był po drodze bombardowany przez lotnictwo niemieckie. 3 września w południe dotarł w rejon Skarżyska Kamiennej, skąd sukcesywnie po naprawie zbombardowanych torów transporty I dywizjonu dojechały do Wąchocka, gdzie nocą 3/4 września wyładowano jego baterie. Tejże nocy do transportów został załadowany III dywizjon w Złoczowie. Baterie I dywizjonu zajęły stanowiska ogniowe jako artyleria ppanc. na szosach: 1 bateria na wzgórzach przy szosie Kielce – Skarżysko Kam., a następnie na szosie Skarżysko – Radom, 3 bateria szosie Kielce – Skarżysko Kam., w rejonie Michnowa i 2 bateria skierowana do Bliżyna, zamykając szosę Końskie – Skarżysko. Baterie wraz z batalionami piechoty z 12 DP zajęły stanowiska osłaniając wyładunek pozostałej części własnej dywizji i innych przybywających dywizji Południowego Zgrupowania Armii „Prusy”.
Z uwagi na przybycie w rejon baterii II dywizjonu, dowództwo dokonało kolejnych przesunięć baterii I dywizjonu. III dywizjon 4 września wyruszył szlakiem kolejowym przez Lwów, Przemyśl i Jarosław; jako ostatnia wyjechała w południe 9 bateria. Nocą 4/5 września I dywizjon, bez 1 baterii, zajął stanowiska wraz z 52 pułkiem piechoty w lesie na północ od Suchedniowa. 1 bateria wraz z batalionem I/9 pułku piechoty Legionów osiągnęła wieś Krasne. Wyładowany przed południem 5 września II dywizjon zajął stanowiska wraz z 51 pułkiem piechoty w rejonie Bliżyna. 5 września wieczorem 1 bateria nawiązała kontakt bojowy pod wsią Krasna z patrolem niemieckich samochodów pancernych oddając pierwsze strzały. 6 września 1 bateria nad rzeką Krasna, w okolicach wsi Krasne, wraz z I/9 pp Leg. stoczyła bój z niemieckim oddziałem pancerno-motorowym, wspartym ogniem artylerii z 2 Dywizji Lekkiej. W efekcie wysunięty działon ogniem „na wprost” zniszczył 3 niemieckie czołgi, ale trafiony niemieckim pociskiem został zniszczony. 1 bateria wspierała bój batalionu, niszcząc kolejne 4 czołgi i zagrożony zdobyciem przez wroga most na Krasnej. Następnie osłaniała odwrót I batalionu 9 pp Leg. poprzez Huścieszko i Odrowąż do Skarżyska Kam. 1 bateria w kilkugodzinnym boju utraciła: 2 poległych, 1 rannego i 3 zaginionych żołnierzy; utracono też 11 koni, zniszczoną armatę i lkm.
W związku z pojawieniem się pod Wierzbnikiem oddziałów niemieckich, 6 września do rejonu Parszowa została skierowana 3 bateria, z zadaniem wsparcia jako obrona ppanc. batalionu II/52 pp. 5 września w Jarosławiu atakowany był przez lotnictwo niemieckie transport 9 baterii. Rano 6 września dotarł do Niska, gdzie w wyniku kolejnego nalotu został trafiony jedną z bomb, od czego poległo 5 żołnierzy; 2 odniosło rany, zabito 12 koni. Tego dnia transport 9 baterii haubic dotarł do Rozwadowa. 7 września transporty III dywizjonu, bez 9 baterii, dotarły do rejonu 12 DP i po wyładowaniu stacjonowały w pobliżu Majkowa. 12 pal kilkakrotnie ostrzeliwał wskazane cele. 2 bateria armat działała na korzyść Grupy „Radom” ppłk. dypl. Kowalczewskiego, ostrzeliwując oddziały 2. DLek. pod Łączną i Ostojowem. 1 bateria została skierowana na północ od Suchedniowa do wsparcia III/52 pp; tam kilkakrotnie odpierała ogniem ataki niemieckie.

#### Udział w bitwie pod Iłżą
Na rozkaz dowódcy Południowego Zgrupowania gen. bryg. Stanisława Skwarczyńskiego, nocą 7/8 września, po pobraniu maksymalnej ilości amunicji z fabryki w Skarżysku Kam., 12 pal podjął marsz na wschód ku Wiśle. Pierwsza kolumna maszerowała do lasu koło Lubienia, druga kolumna do rejonu wsi Pastwiska. Przed południem 8 września 12 pułk zajął stanowiska ogniowe wraz ze wspieraną piechotą, na skraju lasów w rejonie Pastwisk i Lubienia. 1 bateria jako przeciwpancerna wraz z batalionem I/52 pp, reszta I dywizjonu jako artyleria wsparcia na lizjerze lasu, III dywizjon wraz z III/52 pp. i II dywizjon wraz z 51 pp i batalionem III/54 pułku piechoty w lesie Osinki. Około godz.16.00 I dywizjon ostrzelał kolumnę zmotoryzowaną niemieckiej 3. DLek. na szosie Iłża-Pastwiska, zmuszając ją do wycofania się. Około godz. 18.00 na rozkaz dowódcy 12 DP piechota podjęła z powodzeniem natarcie na miejscowość Kotlarka; natarcie wspierał I dywizjon armat. Około godz.22.00 12 DP podjęła marsz w dwóch kolumnach. W kolumnie północnej przez Kotlarkę w kierunku Prędocina maszerował I dywizjon. Z uwagi na napotkanie niemieckiej zapory ogniowej, dowodzący kolumną gen. bryg. Skwarczyński rozkazał natarcie wykonać o świcie 9 września; przed walką z 1 baterii zbiegło 4 żołnierzy: 3 Ukraińców i Niemiec. Kolumna południowa, kierująca się na dwór Borsuki i Grabowiec, ruszyła z dużym opóźnieniem na skutek zatorów powstałych z winy taborów i sprzecznych rozkazów dowódców artylerii i piechoty dywizyjnej, płk. Rawskiego i płk. dypl. Łańcuckiego. Z tego względu natarcie piechoty na las Aleksandrów początkowo ruszyło bez wsparcia artylerii; dopiero ok. godz. 7 do walki włączyły się baterie 7 i 8 haubic z III dywizjonu. Natarcie piechoty utknęło w lesie. Kolumna północna po wyruszeniu do natarcia została ostrzelana przez artylerię, która unicestwiła na stanowiskach 3 baterię armat, zadając jej duże straty. Ostrzał prowadziła 2 bateria; dzięki jej wsparciu piechota opanowała wieś Podkańce i część kolonii Rzechów. 1 bateria armat wspierała jako artyleria ppanc. natarcie batalionu I/52 pp, który okrążył na południe od Piłatki niemiecki dywizjon artylerii z 3. DLek. Strona niemiecka na pomoc swojemu dywizjonowi skierowała liczący 40-50 czołgów 67 batalion pancerny. W wyniku walki 1 bateria armat utraciła rozbite wszystkie 3 armaty, wybite obsługi i konie; resztki baterii odskoczyły do lasu starachowickiego. W kolumnie północnej wybuchła panika z uwagi na pojawienie się czołgów; po godz. 9 oddziały kolumny północnej spłynęły do lasów starachowickich. Na wieść o ataku czołgów, w kolumnie południowej również wybuchła panika; jedynie artylerzyści zachowali zdolność bojową. W godzinach popołudniowych 9 września II dywizjon przebywał na stanowiskach ogniowych w rejonie Piotrowego Pola. Do lasu wycofał się III dywizjon z 8 baterią haubic oraz 2 bateria armat. Stracono kontakt z 7 baterią haubic i losy jej nie są znane. 1 i 3 baterie zostały zniszczone. Ulegając panicznym nastrojom, generałowie Skwarczyński i Paszkiewicz rozwiązali 12 Dywizję Piechoty, nakazując zniszczyć ciężki sprzęt, w tym działa 12 pal. Wieczorem 9 września, po zniszczeniu uzbrojenia, żołnierze 12 pułku przedzierali się za Wisłę; część dostała się do niewoli niemieckiej, wielu dołączyło do walczących oddziałów na Lubelszczyźnie, część oficerów i podoficerów udała się do garnizonów w Złoczowie i Tarnopolu, gdzie później dostali się do niewoli sowieckiej.

#### W Grupie „Sandomierz”
9 bateria haubic w nocy 6/7 września, wobec zniszczenia torów, wyładowała się w Stalowej Woli. Po wyładowaniu bateria wraz z częścią kolumny amunicyjnej dywizjonu skierowała się do lasu koło leśniczówki Ciemny Kąt koło Stalowej Woli. Po nawiązaniu kontaktu z dowódcą Grupy „Sandomierz” ppłk. Antonim Sikorskim, bateria została wcielona do II dywizjonu 55 pułku artylerii Lekkiej mjr. Wacława Cypryszewskiego. Jeden pluton kolumny amunicyjnej dywizjonu został wysłany i przydzielony do baterii 9/55 pal por. Andrzeja Zbyszewskiego do miejscowości Nowiny koło Radomyśla. Nocą 7/8 września 9 bateria wraz z będącą stale przy nim częścią kolumny amunicyjnej dywizjonu III/12 pal dotarła również do Nowin koło Radomyśla. Od 8 września była nazywana też 12 baterią, gdyż w dywizjonie była już bateria 9/55 pal. Zgodnie z rozkazem ppłk. Antoniego Sikorskiego nocą 8/9 września 9 bateria pomaszerowała do rejonu na północ od Gorzyc. O świcie dotarła do Pniowa, gdzie zajęła stanowiska ogniowe. Punkt obserwacyjny umieściła w Czekaju Pniowskim. 9 września zajęto nowe stanowiska w Czekaju Pniowskim, a punkt obserwacyjny wystawiono nad Wisłą. 10 września bateria otrzymała rozkaz zajęcia stanowiska w rejonie Wielowsi, w trakcie marszu została ostrzelana przez artylerię niemiecką, co spowodowało straty i czasowe rozproszenie tej baterii. Do północy zebrano baterię i zajęto stanowiska ogniowe. 11 września prowadzono czynności maskujące i prowadzono obserwację. 12 września haubice 9 baterii ostrzelały kompanię piechoty niemieckiej maszerującą ku Wiśle rozpraszając ją. W godzinach popołudniowych, celem osłony odwrotu własnej piechoty bateria ponownie zajęła stanowiska w rejonie Pniowa. Przed świtem 13 września powróciła na stanowiska w pobliżu Wielowsi. Nocą 13/14 września bateria wraz całą Grupą „Sandomierz” podjęła odwrót poprzez Gorzyce, prom na Sanie, Nowiny. W trakcie marszu oficer ogniowy baterii por. Józef Siennicki przyprowadził zagubione trzy działony, z których sformowano nową baterię, dodając część jaszczy i dodatkową obsadę ze składu 9 baterii i artylerzystów rozbitków. Nazwano ją 10 baterią 12 pal pod dowództwem por. Siennickiego. 14 września 10 bateria została przydzielona do 94 pułku piechoty rez., na odcinek „Antoniów”, a 9 bateria do osłony 164 pułku piechoty rez., od Zawichostu do Kępy Rzeczyckiej. 9/12 pal zajęła stanowiska w lesie na północ od Radomyśla. Od godzin popołudniowych ostrzeliwała niemieckie oddziały podchodzące do Sanu, w Zaleszanach. w wyniku ostrzału baterii zginęło kilku żołnierzy niemieckich, w tym jeden oficer.
Z uwagi na dalszy odwrót Grupy „Sandomierz” bateria nocą 14/15 września maszerowała trasą przez Zaklików, Modliborzyce do Janowa Lubelskiego, gdzie jeden pluton zajął obronę ppanc. na drogach wlotowych do miasta, a drugi pluton jako artyleria wsparcia za miastem. 9 bateria, jak i 164 pp rez. nie nawiązały kontaktu bojowego z nieprzyjacielem, były jedynie atakowane przez lotnictwo niemieckie. Kolejnej nocy 15/16 września nastąpił dalszy marsz poprzez Dzwolę, Frampol, Wolę Radzięcką, wraz z 94 pp rez. 16 i 17 września bateria wraz z piechotą osłaniała przemarsz GO „Jagmin” z Armii „Kraków”. Nocą 17/18 września bateria wraz z piechotą przemieściła się do okolic Zwierzyńca, celem zluzowania 23 Dywizji Piechoty. Marsz odbył się po zatłoczonych drogach, pod ostrzałem artylerii niemieckiej. Pomimo strat w koniach, 9/12 pal zajęła stanowiska ogniowe w rejonie miejscowości Rudka. Ostrzelano natychmiast oddziały niemieckie w Szczebrzeszynie. Około godz. 16 bateria pomaszerowała wraz ze 164 pp rez. w kierunku Krasnobrodu; po zajęciu stanowisk prowadziła całą noc 18/19 września intensywny ogień do wskazanych i wyznaczonych celów. Wspierana piechota usiłowała otworzyć wyjście z okrążenia. Bateria prowadziła ostrzał z kilku stanowisk w rejonie Podklasztoru; sama będąc kilkakrotnie w ogniu niemieckich baterii poniosła straty osobowe. Ostrzał prowadzono w ciągu dnia 19 września. Dowódca Grupy „Sandomierz” rozkazał wystrzelać resztę amunicji wieczorem 19 września, jednak prowadzono ostrzał do godzin porannych 20 września do oddziałów niemieckiej 8 DP. Po wystrzeleniu całej amunicji haubice zdemontowano, osprzęt i bron strzelecką zniszczono. 9 bateria skapitulowała wraz z całą Armią „Kraków” i Armią „Lublin”.

### Bateria marszowa 1/12 pal, Oddział Zbierania Nadwyżek 12 pal w Ośrodku Zapasowym Artylerii Lekkiej nr 6
W garnizonie w Złoczowie została zmobilizowana bateria marszowa 1/12 pal w okresie do 3 września. Dowódcą baterii został por. rez. Wilhelm Otecki. Bateria otrzymała pozostałe w magazynach niekompletne wyposażenie, konie z poboru pozostałe po zmobilizowanym pułku i 3 szkolne armaty kal. 75 wz. 1897. Bateria marszowa, wraz z Oddziałem Zbierania Nadwyżek 12 pal pod dowództwem kpt. adm. (art.) Stefana Adamieckiego (oficera administracyjno-materiałowego), została przetransportowana do siedziby Ośrodka Zapasowego Artylerii Lekkiej nr 6 we Lwowie 9 września. Z uwagi na zagrożenie miasta, w ośrodku podjęto prace organizacyjne. Bateria marszowa 12 pal, wraz z podobnymi bateriami 5 i 11 pal, weszły do walki natychmiast po przybyciu do Lwowa. Armaty na rogatkach miasta, przy szosach wlotowych, pełniły rolę dział przeciwpancernych, podzielone na działony pod dowództwem najczęściej oficerów. W trakcie organizacji w ośrodku zapasowym z oficerów i rezerwistów z 12 pal utworzono improwizowane co najmniej dwie baterie, z pięciu wystawionych przez ośrodek tj.:
- 1 baterię haubic z 3 haubicami kal. 100 mm (od 21 IX otrzymała 2 haubice uzupełnienia) pod dowództwem kpt. Stefana Adamieckiego. Walczyła w sektorze zachodnim zajmując stanowiska na Wysokim Zamku; od 12 do 22 września okresowo współdziałała z 62 dal, jako podległa mu bateria.
- 3 bateria armat z 4 armatami kal. 75 mm pod dowództwem por. Edwarda Korczowskiego. Walczyła od 11 do 22 września w sektorze zachodnim i południowym Lwowa, głównie jako artyleria przeciwpancerna rozdysponowana działonami na zagrożone odcinki obrony[52][53][54].

| Struktura organizacyjna i obsada personalna we wrześniu 1939 | Struktura organizacyjna i obsada personalna we wrześniu 1939 |
| Stanowisko                                                   | Stopień, imię i nazwisko                                     |
| Dowództwo                                                    | Dowództwo                                                    |
| ------------------------------------------------------------ | ------------------------------------------------------------ |
| dowódca pułku                                                | ppłk Józef Kuberski                                          |
| adiutant                                                     | kpt. Wincenty Fryszczyn                                      |
| oficer łączności                                             | por. Bolesław Ruszczak                                       |
| pluton topograficzno-ogn.                                    | ppor. rez. Bolesław Wiktor Ożga                              |
| I dywizjon                                                   |                                                              |
| dowódca dywizjonu                                            | mjr Józef R. Baumann                                         |
| dowódca 1 baterii                                            | kpt. Franciszek Inwalski                                     |
| oficer zwiadowczy                                            | por. rez. Józef Grabowski                                    |
| oficer ogniowy                                               | ppor. Franciszek Kurzawa                                     |
| dowódca 2 baterii                                            | kpt. Władysław Wierzgacz                                     |
| dowódca 3 baterii                                            | por. Stefan Rafałowski                                       |
| II dywizjon                                                  |                                                              |
| dowódca dywizjonu                                            | mjr Edward Sternik                                           |
| dowódca 4 baterii                                            | por. Rudolf Jan Voelpel                                      |
| oficer ogniowy                                               | por. Stanisław Hrzebiczek                                    |
| dowódca 5 baterii                                            | kpt. rez. Józef Wartanowicz                                  |
| oficer ogniowy                                               | ppor. Henryk Juszkiewicz                                     |
| dowódca 6 baterii                                            | por. Mieczysław Chiliński                                    |
| oficer ogniowy                                               | ppor. Rudolf Babicz                                          |
| III dywizjon                                                 |                                                              |
| dowódca dywizjonu                                            | mjr Eugeniusz Chmiołek                                       |
| adiutant dywizjonu                                           | ppor. rez. Stanisław Litwin                                  |
| oficer zwiadowczy                                            | por. Jan Iwanowski                                           |
| dowódca 7 baterii                                            | por. Jan Łankiewicz                                          |
| dowódca 7 baterii                                            | por. Jan Iwanowski                                           |
| oficer ogniowy                                               | por. Antoni Ciamka                                           |
| dowódca 8 baterii                                            | por. Jan Kuczyński                                           |
| dowódca 8 baterii                                            | por. Józef Łukaszewski                                       |
| oficer zwiadowczy                                            | ppor. Zbigniew Czerkawski                                    |
| oficer ogniowy                                               | ppor. Edward Pielaszkiewicz                                  |
| dowódca 9 baterii                                            | kpt. rez. Marian Truskolaski                                 |
| oficer zwiadowczy                                            | ppor. Stefan Karol Dolecki                                   |
| oficer ogniowy                                               | por. Józef Siennicki                                         |

## Symbole pułkowe

### Sztandar

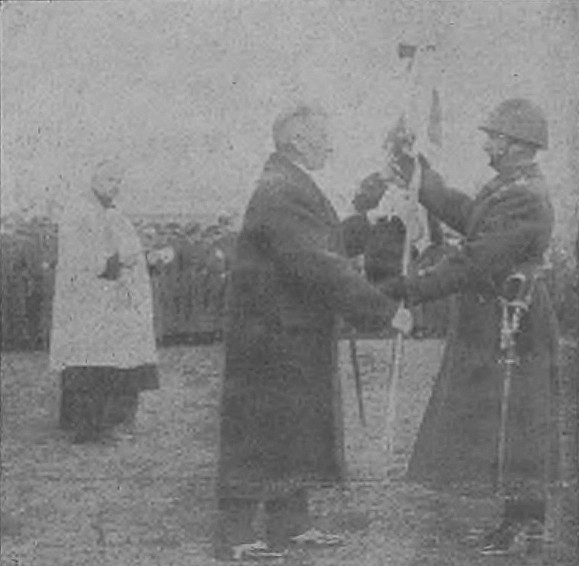
Gen. Walery Maryański wręcza dowódcy 12 pal sztandar (1938)

12 lutego 1919 roku 1 pap im. gen. Józefa Bema otrzymał sztandar ufundowany przez Koło Pań w Turynie z napisem „Pro Polonia” na amarantowym jedwabiu z haftowanym w srebrze orłem białym bez korony i napisem „1-szy pułk artylerii polowej”. W czasie wojny sztandar ten znajdował się w baterii zapasowej 12 pap, a w czasie pokoju w dowództwie 12 pap, lecz nie był używany podczas oficjalnych uroczystości.
Nadanie regulaminowego sztandaru i zatwierdzenie jego wzoru ujęte zostało w dodatku Tajnym nr 3 do Dziennika Rozkazów MSWojsk. z 17 lutego 1938, nr 3, poz. 19. Sztandar, ufundowany przez społeczeństwo powiatu złoczowskiego i miasta Tarnopola, wręczył pułkowi gen. dyw. Tadeusz Kasprzycki we Lwowie 22 listopada 1938 podczas ceremonii wręczenia sztandarów oddziałam artylerii ze Lwowa i Małopolski Wschodniej.

Sztandar został wykonany zgodnie z wzorem określonym w Dekrecie Prezydenta Rzeczypospolitej Polskiej z 24 listopada 1937 o znakach wojska i marynarki wojennej opublikowanym w Dzienniku Ustaw Rzeczypospolitej Polskiej nr 5 z 28 stycznia 1938.

Na prawej stronie płata znajdował się amarantowy krzyż, w środku którego wyhaftowano orła w wieńcu z wawrzynu. Na białych polach, pomiędzy ramionami krzyża, znajdowały się cyfry 12 w mniejszych wieńcach z wawrzynu.

Na lewej stronie płata sztandarowego, pośrodku krzyża kawaleryjskiego znajdował się wieniec taki sam jak po stronie prawej, a w wieńcu trzywierszowy napis „HONOR I OJCZYZNA”. W rogach sztandaru, w mniejszych wieńcach umieszczone były na tarczach:
- w prawym górnym rogu – wizerunek Matki Boskiej z Podkamienia
- w lewym górnym rogu – wizerunek Świętej Barbary
- w prawym dolnym rogu – godło Podola
- w lewym dolnym rogu – odznakę pamiątkową 12 pal

Na ramionach amarantowego krzyża kawalerskiego widniały napisy:
- na górnym – La Mandria di Chivasso styczeń 1919
- na dolnym – Rohatyn 15 IX 1920
- na lewym – Ścianka – Gołogóry 28 VI 1919
- na prawym – Podwołoczyska 11–24 VII 1920

Podczas uroczystości pod koniec 1938 aktu przekazanie sztandaru pułkowi dokonał gen. w stanie spoczynku Walery Maryański, a matką chrzestną sztandaru została Ludgarda Garapich (żona b. wojewody Pawła Garapicha).
Powrześniowe losy sztandaru
W okresie wrześniowych walk sztandar znajdował się przy dowództwie pułku. 9 września dowódca pułku ppłk Kuberski wydał rozkaz ukrycia sztandaru. Nieznany z nazwiska porucznik przekazał sztandar w Grabowcu Marianowi Niewiadomskiemu z prośbą o ukrycie go. W rękach rodziny Niewiadomskich sztandar znajdował się do września 1967, kiedy to zakupiony został przez Muzeum Regionalne w Ostrowcu Świętokrzyskim.

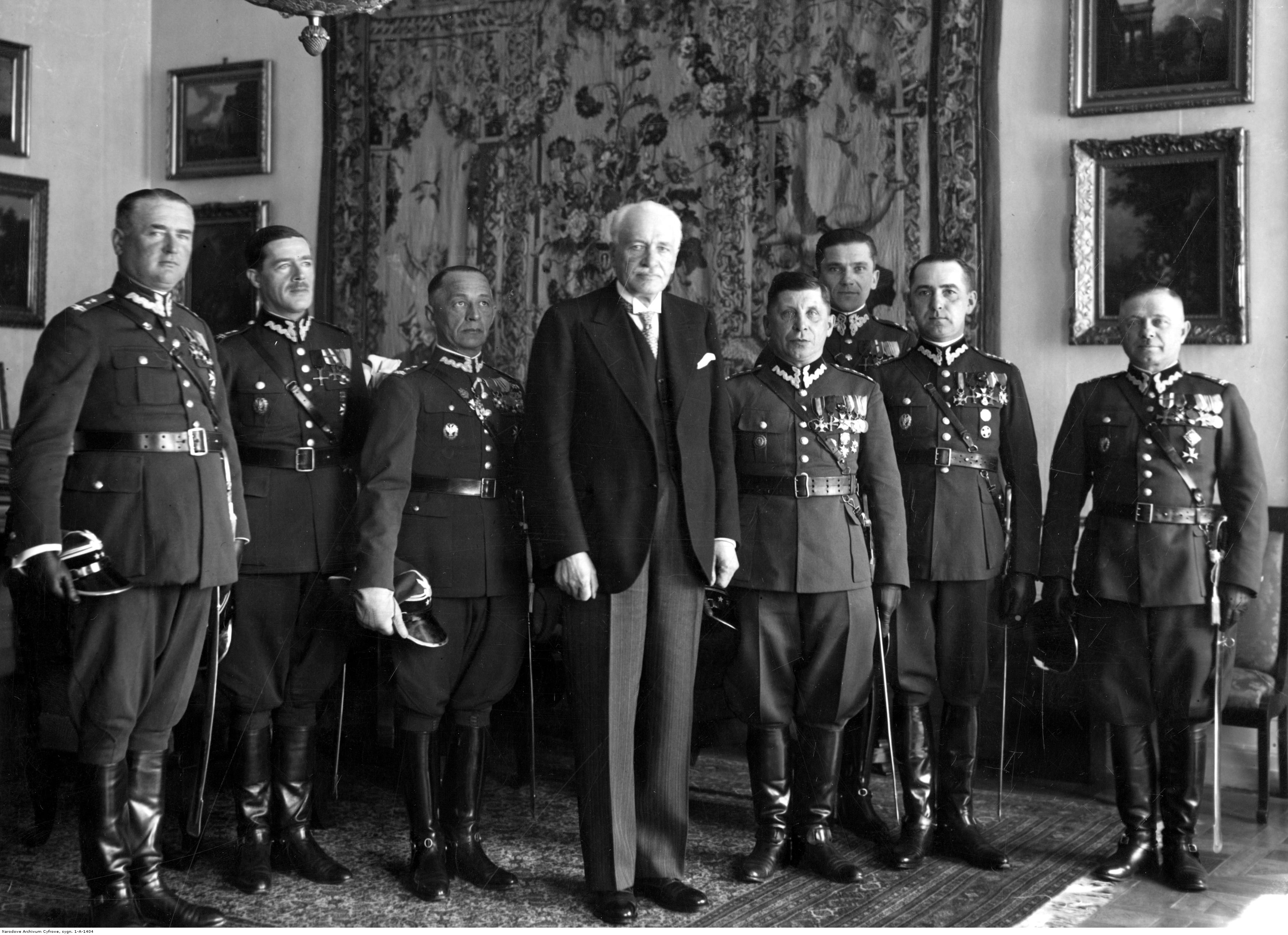
Wręczenie prezydentowi RP Ignacemu Mościckiemu odznak pułkowych artylerii 10 kwietnia 1935; d-ca 12 pal płk Karol Nowak czwarty z prawej

### Odznaka pamiątkowa
18 maja 1929 minister spraw wojskowych marszałek Polski Józef Piłsudski zatwierdził wzór i regulamin odznaki pamiątkowej 12 pap. Odznaka o wymiarach 40x40 mm ma kształt krzyża o wciętych półokrągło końcach ramion pokrytych białą emalią z obwódką ciemnozieloną i czarną. W centrum na okrągłej tarczce emaliowanej na biało złota cyfra „12”, w otoku na zielonym tle z czarną obwódką napis „PUŁK KRES. ART. POL.” Od tarczy odchodzą cztery wypustki emaliowane w barwach narodowych: Polski, Francji i Włoch. Ramiona krzyża i wypustki połączone są srebrnym, oksydowanym wieńcem laurowym. Odznaka oficerska, dwuczęściowa, wykonana w srebrze i emaliowana. Na rewersie próba srebra i imiennik grawera „WB” – Władysław Buszek ze Lwowa.
Po raz pierwszy odznaki nadano 16 maja 1929. Otrzymało je wówczas 192 oficerów oraz podoficerów zawodowych i rezerwy, a dwie odznaki honorowe otrzymali: gen. Stanisław Dowoyno-Sołohub i płk Leopold Cehak. W 1935 odznakę otrzymała Szkoła Podchorążych Artylerii. 19 lipca 1938 odznaki zostały przyznane Inspektorowi Armii gen. dyw. Kazimierzowi Fabrycemu, dowódcy OK VI gen. bryg. Władysławowi Langerowi, dowódcy 12 DP gen. bryg. Gustawowi Paszkiewiczowi, dowódcy PD 12 DP płk. dypl. Mieczysławowi Mozdyniewiczowi oraz dowódcy 22 p.uł. ppłk. dypl. Janowi Płonce. 26 listopada tegoż roku odznaki honorowe przyznano powiatom: tarnopolskiemu, zbaraskiemu, zborowskiemu i złoczowskiemu, miastu Tarnopol, wojewodzie tarnopolskiemu, dr. Tomaszowi Malickiemu, wiceprzewodniczącemu Komitetu Ufundowania Sztandaru dr. Pawłowi Garapichowi, dowódcy 52 pp płk. Stanisławowi Dąbkowi i burmistrzowi Złoczowa Filipowi Brzezickiemu. Łącznie do końca 1938 nadano 2008 odznak pamiątkowych.

## Żołnierze pułku

### Dowódcy i zastępcy dowódcy pułku

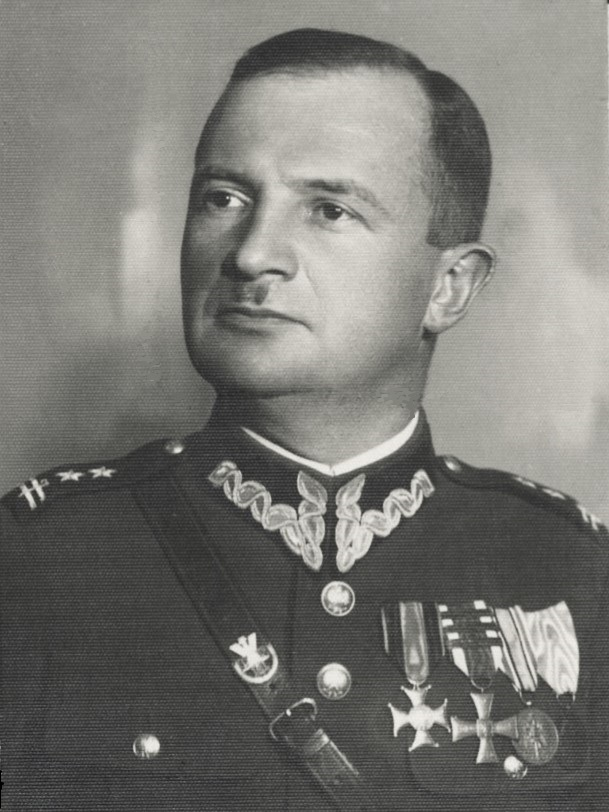
Tadeusz Rawski (< 1934)

| Stopień, imię i nazwisko          | Okres pełnienia służby    | Kolejne stanowisko                 |
| Dowódcy pułku                     | Dowódcy pułku             | Dowódcy pułku                      |
| --------------------------------- | ------------------------- | ---------------------------------- |
| kpt. inż Jan Małecki              | I 1919                    |                                    |
| płk armii francuskiej Guillon     | V 1919                    |                                    |
| ppłk Wiktor Cieśliński            | IX 1919                   |                                    |
| ppłk art. Konstanty Adamowski     | 9 XI 1920 –               |                                    |
| ppłk / płk art. Otton Axmann      | XII 1921 – 2 X 1925       | zastępca szefa artylerii OK X      |
| ppłk / płk art. Karol Nowak       | 17 XI 1925 – X 1935       | dowódca 6 GA                       |
| ppłk Emil Loos                    | p.o. 2 X 1935             |                                    |
| płk art. Tadeusz Rawski           | 20 XI 1935 – 27 VIII 1939 | dowódca artylerii dywizyjnej 12 DP |
| ppłk art. Józef Kuberski          | 27 VIII – IX 1939         |                                    |
| Zastępcy dowódcy                  |                           |                                    |
| ppłk art. Lucjan Tadeusz Szulc    | 1923 – VIII 1924          | dowódca 27 pap                     |
| ppłk art. Karol Ignacy Nowak      | 1 III 1924 – 17 XI 1925   | dowódca pułku                      |
| ppłk SG Fryderyk Douglas          | 23 V – 26 IX 1927         |                                    |
| mjr art. Tytus Mysłakowski        | 1928 – IX 1930            |                                    |
| mjr art. Stefan Wołągiewicz       | IX 1930 – III 1932        |                                    |
| mjr dypl. art. Edward Maliszewski | III 1932 –                |                                    |
| ppłk art. Emil Rudolf Loos        | 20 IX 1933 – 1938         | komendant OC Grupa                 |
| ppłk art. Józef Kuberski          | 1938 – 27 VIII 1939       | dowódca pułku                      |

### Żołnierze pułku – ofiary zbrodni katyńskiej
Biogramy ofiar zbrodni katyńskiej znajdują się między innymi w bazach udostępnionych przez Ministerstwo Kultury i Dziedzictwa Narodowego oraz Muzeum Katyńskie.
| Stopień, nazwisko i imię            | zawód             | miejsce pracy przed mobilizacją | zamordowany |
| ----------------------------------- | ----------------- | ------------------------------- | ----------- |
| ppor. rez. Babicz Rudolf            | urzędnik          | Ossolineum we Lwowie            | Katyń       |
| mjr dypl. Chmiołek Eugeniusz        | żołnierz zawodowy | (e)                             | Charków     |
| kpt. Fryszczyn Wincenty             | żołnierz zawodowy |                                 | Charków     |
| ppor. rez. Garnowski Mieczysław     | policjant         | PP w Tarnopolu                  | Katyń       |
| ppor. Iwanowski Jan                 | żołnierz zawodowy |                                 | BLK         |
| por. Korczowski Edward              | żołnierz zawodowy |                                 | Charków     |
| ppłk. Kuberski Józef                | żołnierz zawodowy |                                 | Charków     |
| ppor. Kurzawa Kazimierz             |                   |                                 | Charków     |
| ppor. rez. Kwiatkowski Cyriak Józef | inżynier rolnik   | Rejon Bekoniarni w Złoczowie    | Charków     |
| ppor. rez. Lang Kazimierz Jerzy     | prawnik, mgr      |                                 | Charków     |
| ppor. rez. Myśliński Zdzisław       | urzędnik          | Urząd Skarbowy w Tarnopolu      | Charków     |
| ppor. rez. Nowak Stanisław          | dr praw           | starosta pow. limanowskiego     | ULK         |
| kpt. Pacześniowski Jan              | żołnierz zawodowy |                                 | Charków     |
| ppor. rez. Paczyński Marian         | urzędnik          | PZUW Borszczów                  | Charków     |
| ppor. Pielaszkiewicz Edward         | żołnierz zawodowy |                                 | Charków     |
| por. Rafałowski Stefan              | żołnierz zawodowy |                                 | ULK         |
| ppor. rez. Ryglewicz Wiktor         | inżynier          |                                 | Charków     |
| ppor. rez. Siomiak Karol Jan        | prawnik, mgr      |                                 | Charków     |
| ppor. rez. Skrzypek Józef           | prawnik           |                                 | Charków     |
| ppor. rez. Sładki Kazimierz         |                   |                                 | Katyń       |
| por. Stanek Franciszek              | żołnierz zawodowy |                                 | Charków     |
| mjr. Sternik Edward                 | żołnierz zawodowy |                                 | ULK         |
| por. rez. Strzelec Tadeusz          |                   | Bank Handlowy w Warszawie       | Charków     |
| ppor. rez. Strzyżowski Adam         | inż. rolnik       |                                 | ULK         |
| ppor. rez. Zdrzałka Zygmunt         | prawnik, mgr      |                                 | Charków     |